# Сангаджиев, Дорджи Николаевич
Дорджи́ Никола́евич Сангаджи́ев (род. 19 февраля 1996, Элиста) — российский футболист, полузащитник.

## Карьера
Играл в молодёжной команде махачкалинского «Анжи». В 2015—2016 годах был также включён в заявку основного состава «Анжи», но в официальных матчах участия не принимал. В августе 2016 года перешёл в узбекистанский клуб «Навбахор».